# Pristimantis spectabilis
Pristimantis spectabilis là một loài động vật lưỡng cư trong họ Strabomantidae, thuộc bộ Anura. Loài này được Duellman & Chaparro mô tả khoa học đầu tiên năm 2008.